# Skallebygda sjö
Skallebygda sjö är en sjö i Sävsjö kommun i Småland och ingår i Lagans huvudavrinningsområde. Sjön är 4,3 meter djup, har en yta på 0,0803 kvadratkilometer och befinner sig 239 meter över havet.

## Delavrinningsområde
Skallebygda sjö ingår i det delavrinningsområde (636692-142330) som SMHI kallar för Ovan Hjorsetån. Medelhöjden är 281 meter över havet och ytan är 31,9 kvadratkilometer. Det finns inga delavrinningsområden uppströms utan avrinningsområdet är högsta punkten. Vämmesån (Hylletoftaån) som avvattnar avrinningsområdet har biflödesordning 3, vilket innebär att vattnet flödar genom totalt 3 vattendrag innan det når havet efter 220 kilometer. Delavrinningsområdet består mestadels av skog (69 procent) och jordbruk (13 procent). Avrinningsområdet har 0,19 kvadratkilometer vattenytor vilket ger det en sjöprocent på 0,6 procent.